# Departamento Nippes
Nippes (en francés: département de Nippes; y en criollo haitiano: depatman Nip) es el más reciente de los diez departamentos de Haití, ya que nació de una división del departamento de Grand'Anse producida en 2003.
El departamento está dividido en 3 distritos:
- Anse-à-Veau
- Baradères
- Miragoâne

## Comunas
El departamento Nippes posee 11 municipios:
- Anse-à-Veau
- Arnaud
- Baradères
- Fonds-des-Nègres
- Grand-Boucan
- L'Asile
- Miragoâne
- Paillant
- Petit-Trou-de-Nippes
- Petite-Rivière-de-Nippes
- Plaisance-du-Sud

## Referencias

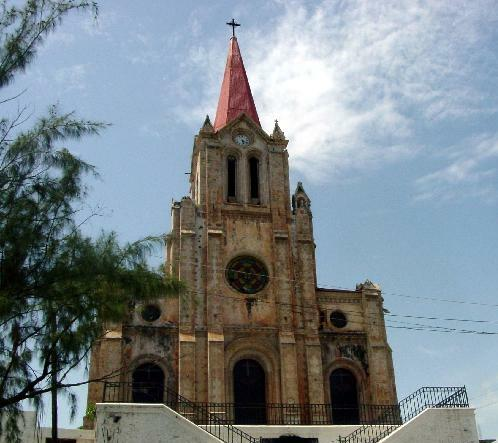
Catedral de Miragoâne